# Pholodes squamosa
Pholodes squamosa är en fjärilsart som beskrevs av W. Warren 1896. Pholodes squamosa ingår i släktet Pholodes och familjen mätare. Inga underarter finns listade i Catalogue of Life.